# Ель-Хуарія
Ель-Хуарія (араб. الهوارية) — місто в Тунісі. Входить до складу вілаєту Набуль. Станом на 2004 рік тут проживало 9 273 особи.